# Скворцово (Нижегородская область)
Скворцово — деревня в Богородском сельсовете Варнавинского района Нижегородской области.

## География
Расположено в 15 км к югу от Варнавино и в 21 км к северу от железнодорожной станции Ветлужский, на правом крутом берегу реки Ветлуга. По южной окраине деревни протекает река Стралёвка.

## История
В 1965 г. Указом Президиума ВС РСФСР деревня Страли переименована в Скворцово, в память о Герое Советского Союза Скворцове Андрее Аркадьевиче.

## Население
| 1999 | 2002 | 2010 |
| ---- | ---- | ---- |
| 69   | ↗71  | ↘64  |